# Sven Dörendahl
Sven Dörendahl (* 31. August 1973 in Berlin) ist ein deutscher Volleyballspieler und -trainer.
Sven Dörendahl wuchs in Ost-Berlin auf und spielte nach der Wende beim SCC Berlin, mit dem er an der Seite von Robert Dellnitz, Franko Hölzig und Ronald Triller 1993 Deutscher Meister wurde. Zur folgenden Saison wechselte er zum Ligakonkurrenten Moerser SC. 2001 ging er für ein Jahr zum polnischen Verein Płomień Sosnowiec. Danach kehrte er in die Bundesliga zurück und spielte drei Jahre bei den Volley Dogs Berlin.
Über die TSGL Schöneiche und den VC Bad Dürrenberg/Spergau gelangte Sven Dörendahl 2009 zum Zweitligisten VC Dresden. Ab der Saison 2010/11 war er Mannschaftskapitän der Dresdner. Ab 2011 fungierte Dörendahl als Spielertrainer. In der Saison 2011/12 erreichte er mit der Mannschaft den zweiten Tabellenplatz in der 2. Bundesliga Süd hinter GSVE Delitzsch. Da Delitzsch keine Erstligalizenz beantragt hatte, stieg der VC Dresden zum ersten Mal in die 1. Bundesliga auf. Nach dem Aufstieg beendete Dörendahl seine aktive Karriere und konzentrierte sich auf das Amt als Cheftrainer. Seit 2013 ist er Sportdirektor beim VC Dresden.
Svens Schwester Linda Dörendahl ist ebenfalls Volleyballspielerin und war in verschiedenen Bundesligamannschaften aktiv.